# Halsgerecht
Een halsgerecht of hoge heerlijkheid was in de middeleeuwen in de Nederlanden en in Duitsland een rechtbank die een doodvonnis kon uitspreken. Men sprak ook van halsrecht.
Men maakte courant een onderscheid tussen het lage gerecht en het hoge gerecht; dat laatste was dan het halsgerecht.
Heren die het halsrecht hadden, bezaten een hogere status; men sprak van een halsheer. Zijn gebied was dan een halsheerlijkheid. Soms werd halsgerecht dan ook de gebiedsomschrijving, zo bijvoorbeeld bij het halsgerecht Rhaunen. In de buurschap Hoge Hexel in de gemeente Wierden bevond zich in de middeleeuwen op de Middelhaar het Hoge Halsgerecht van Twente. Het hoge halsgerecht was gelegen aan de oude bisschopsdijk exact op de grens tussen Salland en Twente. Oorkonden in het markeboek van Hoge Hexel spreken van de Sweepsgalge en het van Hoge Halsgericht van het land van Twente.